# Diane Chauvelot
Pour les articles homonymes, voir Chauvelot.
Diane Chauvelot, née le 22 février 1922 à Rabat et morte le 8 mars 2008 à Meudon, est une psychiatre, psychanalyste et essayiste française.

## Biographie
Diane Chauvelot est une élève de  Jacques Lacan qu'elle rencontre  pour la première fois au début des années 1950. En 1955, elle assiste aux séminaires de Sainte-Anne et obtient l'accord de Jacques Lacan pour les enregistrer et les transcrire. Par la suite, elle suit une analyse avec lui.
Après une carrière et des écrits psychanalytiques classiques, en 1998, chez Albin Michel, elle publiait 47 jours hors la vie, hors la mort : Le coma, un voyage dans l'inconscient qui était l'histoire de sa propre expérience de coma. En 2004, aux éditions Erès, elle avait publié L'hôpital se moque de la charité : Mieux vaut être médecin que malade. Elle y racontait comment, vieille dame hospitalisée à la suite d'une chute, elle avait été traitée de manière incorrecte et inhumaine.

## Œuvre
- Pour l'amour de Freud, ou, L'autre ronde Denoël, Paris, Coll. « L'Espace analytique », 1992,  (ISBN 978-2207239339)
- L'hystérie vous salue bien !, Paris, Denoël, 1995,  (ISBN 978-2207242810)
- 47 jours hors la vie, hors la mort : Le coma, un voyage dans l'inconscient, Paris, Albin Michel, 1998,  (ISBN 978-2226079824)
- Elisabeth Nietzsche : De la sottise à la trahison, L'Harmattan, Paris, 2000,  (ISBN 978-2738459763)
- La passion de l'image ou Léni Riefenstahl entre le beau et le bien, Les Editions de Janus, Paris, 2001.
- L'inconscient dans tous ses états, Erès, Toulouse, 2003, Coll. « Problèmes actuels de la psychanalyse »,  (ISBN 978-2904821325)
- L'hôpital se moque de la charité : Mieux vaut être médecin que malade, Ramonville, Erès, 2004,  (ISBN 978-2749202617)